# Championnat du Monténégro féminin de volley-ball
Le Championnat du Monténégro de volley-ball féminin est une compétition de volley-ball organisée par la Fédération monténégrine de volley-ball (Odbojkaški Savez Crne Gore, OSCG). Il a été créé en 2006.
Le 22 avril 2020, la Fédération monténégrine de volley-ball annonce que toutes les compétitions nationales, après avoir été suspendues mi-mars, sont définitivement annulées, en raison de la pandémie de maladie à coronavirus. En conséquence, le titre national n'est pas attribué et aucune promotion, ni relégation n'est prononcée.

## Palmarès
| Année | Champion                                                               | Finaliste                                                              | Troisième                                                              |
| ----- | ---------------------------------------------------------------------- | ---------------------------------------------------------------------- | ---------------------------------------------------------------------- |
| 2007  | ŽOK Luka Bar                                                           | ŽOK Budućnost Podgorica                                                | AOK Rudar Pljevlja                                                     |
| 2008  | ŽOK Luka Bar                                                           | ŽOK Budućnost Podgorica                                                | AOK Rudar Pljevlja                                                     |
| 2009  | ŽOK Luka Bar                                                           | AOK Rudar Pljevlja                                                     | ŽOK Budućnost Podgorica                                                |
| 2010  | ŽOK Galeb Bar                                                          | ŽOK Luka Bar                                                           | ŽOK Budućnost Podgorica                                                |
| 2011  | ŽOK Galeb Bar                                                          | ŽOK Luka Bar                                                           | ŽOK Budućnost Podgorica                                                |
| 2012  | ŽOK Budućnost Podgorica                                                | ŽOK Luka Bar                                                           | ŽOK Morača Podgorica                                                   |
| 2013  | ŽOK Luka Bar                                                           | ŽOK Budućnost Podgorica                                                | AOK Rudar Pljevlja                                                     |
| 2014  | ŽOK Luka Bar                                                           | ŽOK Budućnost Podgorica                                                | ŽOK Galeb Bar                                                          |
| 2015  | ŽOK Luka Bar                                                           | ŽOK Morača Podgorica                                                   |                                                                        |
| 2016  | ŽOK Luka Bar                                                           | AOK Rudar Pljevlja                                                     |                                                                        |
| 2017  | ŽOK Luka Bar                                                           | ŽOK Galeb Bar                                                          |                                                                        |
| 2018  | ŽOK Luka Bar                                                           | AOK Rudar Pljevlja                                                     |                                                                        |
| 2019  | ŽOK Luka Bar                                                           | ŽOK Morača                                                             |                                                                        |
| 2020  | Édition définitivement arrêtée en raison de la pandémie de coronavirus | Édition définitivement arrêtée en raison de la pandémie de coronavirus | Édition définitivement arrêtée en raison de la pandémie de coronavirus |
| 2021  |                                                                        |                                                                        |                                                                        |

## Bilan par club
| Club                    | Titres | Ville     | Année                                                      |
| ----------------------- | ------ | --------- | ---------------------------------------------------------- |
| ŽOK Luka Bar            | 10     | Bar       | 2007, 2008, 2009, 2013, 2014, 2015, 2016, 2017, 2018, 2019 |
| ŽOK Galeb Bar           | 2      | Bar       | 2010, 2011                                                 |
| ŽOK Budućnost Podgorica | 1      | Podgorica | 2012                                                       |